# Думирешти (Арђеш)
Думирешти (рум. Dumirești) насеље је у Румунији у округу Арђеш у општини Албештиј де Арђеш. Oпштина се налази на надморској висини од 616 m.

## Становништво
Према подацима из 2002. године у насељу је живело 159 становника, од којих су сви румунске националности.